# Dziewuliny
Dziewuliny – wieś w Polsce położona w województwie łódzkim, w powiecie piotrkowskim, w gminie Grabica.
| SIMC    | Nazwa | Rodzaj     |
| ------- | ----- | ---------- |
| 0540357 | Zosin | przysiółek |

Przez wieś przebiega droga asfaltowa, powiatowa nr 01906E.
W latach 1975–1998 miejscowość administracyjnie należała do województwa piotrkowskiego.